# Yorick de Groot
Yorick de Groot (Sliedrecht, 6 de julio de 2000) es un deportista neerlandés que compite en voleibol, en la modalidad de playa.
Ganó dos medallas de plata en el Campeonato Europeo de Vóley Playa, en los años 2021 y 2023. Participó en los Juegos Olímpicos de París 2024, ocupando el quinto lugar en el torneo masculino.

## Palmarés internacional
| Campeonato Europeo | Campeonato Europeo | Campeonato Europeo | Campeonato Europeo |
| Año                | Lugar              | Medalla            | Pareja             |
| ------------------ | ------------------ | ------------------ | ------------------ |
| 2021               | Viena (Austria)    | Medalla de plata   | Stefan Boermans    |
| 2023               | Viena (Austria)    | Medalla de plata   | Leon Luini         |